# Eugenio Figoli des Geneys
Francesco Giuseppe Maria Eugenio Figoli, conte des Geneys, barone di Fenile e di Mathie (Genova, 1º luglio 1845 – Arenzano, 3 febbraio 1937), è stato un imprenditore e politico italiano.

## Biografia
Unico figlio maschio di Carlo Figoli nasce in una ricca e potente famiglia genovese che, pur priva di titoli nobiliari, occupa una posizione di primissimo piano attraverso una fitta rete di interessi in attività finanziarie di varia tipologia. Suo padre e i suoi zii sono i rappresentanti ufficiali genovesi delle più importanti compagnie di navigazione straniere, tra le quali la Cunard Line e la White Star Line, possiedono numerose partecipazioni azionarie in coeve imprese attive nel campo creditizio e minerario, e figurano tra i fondatori della succursale di Genova del Banco anglo-italiano e della Compagnia commerciale italiana. Suo padre, inoltre, ha promosso la costituzione della Compagnia generale delle miniere, finalizzata allo sfruttamento dei giacimenti minerari della Sardegna, e in virtù della sua posizione economica nel 1860 viene eletto deputato del collegio di Novi Ligure. 
Dotato di un forte spirito di avventura il giovane Eugenio compie i suoi studi in Svizzera e Inghilterra e grazie ai rapporti paterni con le imprese di navigazione compie numerosi viaggi in vari paesi extraeuropei. Nel 1866, contro il parere di suo padre, si arruola volontario nell'esercito garibaldino. Al comando di Giuseppe Missori prende parte alla battaglia di Ponte Caffaro, l'anno successivo, inquadrato nel Corpo Volontari Italiani di Giuseppe Garibaldi partecipa alla battaglia di Bezzecca e ai combattimenti di Monterotondo e Mentana. 
Dopo la presa di Roma si stabilisce ad Arenzano, comune della riviera di ponente genovese dove nel 1872 acquista la settecentesca Villa che porta il suo nome e si sposa con Alice Agnès des Geneys, nipote dell'ammiraglio Giorgio Des Geneys, dalla quale ottiene in seguito la concessione dei titoli di conte des Geneys e di barone di Fenile e di Mathié, altrimenti destinati all'estinzione per mancanza di discendenza maschile. Dal 1872 al 1892 partecipa alle attività di famiglia nel settore marittimo ligure e minerario sardo, ma dopo la morte di suo padre preferisce dedicarsi alla conduzione di una vasta tenuta di oltre 3.000 ettari situata tra le province di Livorno e Grosseto, acquistata dalla famiglia Franceschi Gualandi e sottoposta ad una radicale opera di bonifica.
Viene nominato senatore a vita nel 1900 in ragione del reddito censuario.